# Догма (филм из 1999)
Догма (енгл. Dogma) је комедиони филм из 1999. године, који је режирао Кевин Смит, док главне улоге играју: Бен Афлек, Мет Дејмон, Линда Фјорентино, Селма Хајек, Џејсон Ли, Џејсон Мјуз, Алан Рикман и Крис Рок.
Будући да филм исмева хришћанског Бога, Католичка Лига је прогласила овај филм богохулним.

## Радња
Два пала анђела, Локи и Бартлби (у људском свету Лари и Бери), прогнани од Бога због непослушности на земљу, тачније у државу Висконсин, смртно уморни од своје бесмртности и изопштења из божанског присуства, сазнају да имају прилику да се врате кући, у рај. Кардинал Католичке цркве Игњатије Глик одржава ПР кампању за промовисање хришћанства међу младима: сви који прођу кроз сводни пролаз једне одређене цркве добијају опрост од свих грехова. Иницијативу је освештао папа, а као што знате, овај други је намесник Божији на земљи, што значи да његова реч има тежину за Небо. А ако Локи и Бартлби одбаце крила, на тај начин одустану од бесмртности и постану обични људи, а затим уђу у цркву, онда се могу безбедно вратити у рај.
Али није све тако једноставно – повратком на Небо прекршиће принцип на коме почива цела васиона – непогрешивост Бога. Када изврше свој план, свет ће престати да постоји.
Како се испоставило, све је ово подмукли план демона Азраела, који је уморан од живота у паклу, и спреман је да учини све, чак и уништи овај свет, само да би зауставио своје муке. Уз помоћ тројице својих паклених помоћника (насилника са хокејашким штаповима), он шаље у кому неупадљивог бескућника, који се испоставља да је оличење Бога у људском облику. И док је главна претња његовим плановима неспособна, Азраел почиње да спроводи свој план.
Али анђели такође не спавају и на време почињу да предузимају адекватне мере. Једне ноћи, глас Божији, анђео Метатрон, силази са неба до службенице клинике за абортусе Бетани Слоун. Он јој објављује да је изабрана да спасе свет. Да би јој помогао, обећава два пророка, то су Џеј и Тихи Боб. На путу им се придружује и 13. апостол – тамнопути Руфус, прецртан из Библије због расизма аутора, који је обавестио Бетанију да јој је част да предводи мисију спасавања свега припала јер она је пра-пра-пра-пра-пра-пра-пра-пра-пра-пра-пра-пра-пра-пра-нећакиња Исуса Христа, последња из породице; такође један од помоћника постаје муза Серендипити, која привремено ради као стриптизета у бару поред пута...
Док се Бетанија креће ка циљу, несвесни да су пиони у плану Азраела, Локи и Бартлби, на путу до цркве одлучују да своје последње дане на земљи проведу „са трептајем” и одлучују „пред завесом” од срца да казни грешнике – прељубнике, љубавнике „златног телета” и слично, које сретну на путу...

## Улоге
| Глумац           | Улога                  |
| ---------------- | ---------------------- |
| Бен Афлек        | Бартлби                |
| Мет Дејмон       | Локи                   |
| Линда Фјорентино | Бетани Слоун           |
| Селма Хајек      | Серендипити            |
| Џејсон Ли        | Азраил                 |
| Џејсон Мјуз      | Џеј                    |
| Алан Рикман      | Метатрон               |
| Крис Рок         | Руф                    |
| Кевин Смит       | Тихи Боб               |
| Џорџ Карлин      | кардинал Игњатије Глик |
| Бад Корт         | Џон До Џерзи/Бог       |
| Аланис Морисет   | Бог                    |